# ألكسندر رادوفانوفيتش
ألكسندر رادوفانوفيتش هو لاعب كرة قدم صربي في مركز الدفاع، ولد في 11 نوفمبر 1993 في شاباتس في صربيا. لعب مع نادي أو إف كيه بيوغراد.

## وصلات خارجية
- ألكسندر رادوفانوفيتش على موقع الدوري الأمريكي (الإنجليزية)
- ألكسندر رادوفانوفيتش على موقع قاعدة بيانات كرة القدم.إي يو (الإنجليزية)
- ألكسندر رادوفانوفيتش على موقع Soccerbase.com (لاعب) (الإنجليزية)
- ألكسندر رادوفانوفيتش على موقع Soccerway.com (الإنجليزية)
- ألكسندر رادوفانوفيتش على موقع عالم كرة القدم.نت (الإنجليزية)